# Karl Zimmermann (Theologe)

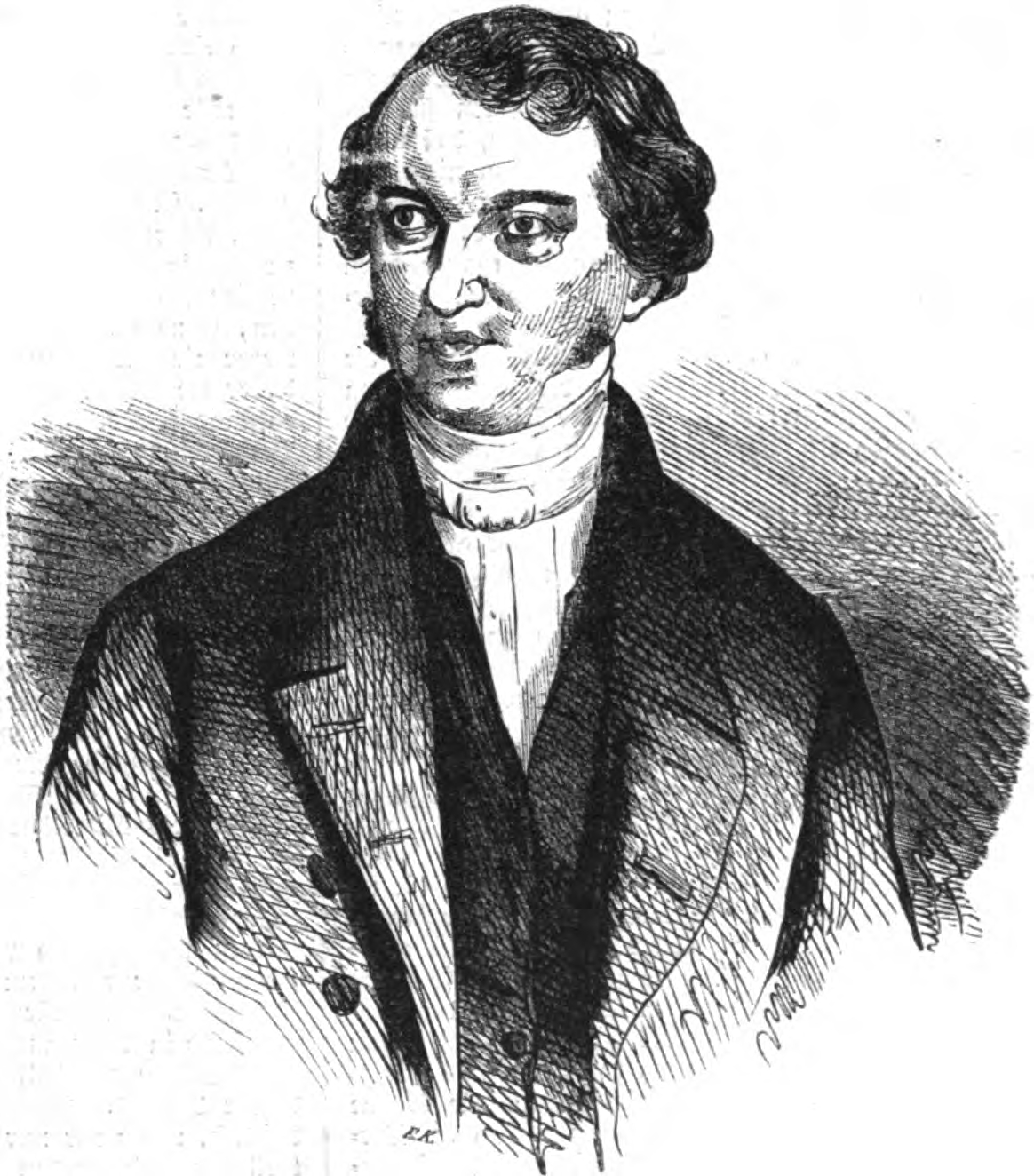
Karl Zimmermann, 1844

Justus Joseph Georg Friedrich Karl (auch: Carl) Zimmermann (* 23. August 1803 in Darmstadt; † 12. Juni 1877 ebenda) war ein evangelischer Theologe und großherzoglich hessischer Hofprediger und Prälat.

## Familie
Karl Zimmermann war der Sohn des Direktors des Pädagogs in Darmstadt, Johann Georg Zimmermann und dessen Ehefrau Henriette Charlotte geborene Klein. Er war der Bruder von Ernst Zimmermann und heiratete Wilhelmine Klein, eine Tochter des Apothekers Georg Philipp Christian Klein. Aus der Ehe gingen folgende Kinder hervor:
- Karl Zimmermann (1830–1879), 1857 Mitprediger in Erbach, 1859 Pfarrer in Jugenheim.
- Georg Zimmermann (1831–1878), Postsekretär in Darmstadt
- Theodor Zimmermann (1834–1902), Landgerichtssekretär in Darmstadt
- Wilhelm Zimmermann (1842–1911), Doktor der Philosophie, Professor, Oberlehrer am Realgymnasium in Darmstadt

## Leben
Karl Zimmermann besuchte von 1813 bis 1820 das Gymnasium in Darmstadt und studierte von 1821 bis 1823 Theologie an den Universitäten Gießen und Heidelberg. Während seines Studiums wurde er Mitglied der Alten Heidelberger Burschenschaft und 1821 der Alten Gießener Burschenschaft Germania. Nach dem Studium arbeitete er als Privatlehrer und dann als Mitinhaber einer Privatschule in Darmstadt. Von 1827 bis 1833 war er Lehrer an der Realschule in Darmstadt und gleichzeitig von 1829 bis 1832 ordinierter Hilfsprediger mit dem Titel Freiprediger an der Stadtkirche. Von 1832 bis 1835 war er Hofdiakon und von 1833 bis 1837 Geschichtslehrer an der Militärschule in Darmstadt. 
Seit 1835 war Zimmermann zweiter und ab 1841 erster Hofprediger in Darmstadt. 1847 wurde er zum Superintendenten der Provinz Starkenburg sowie zum Oberpfarrer in Darmstadt und Rat im Oberkonsistorium der Evangelischen Landeskirche Hessen ernannt. Als Prälat war er zugleich der oberste Geistliche der Evangelischen Landeskirche in Hessen.
Bekannt wurde Zimmermann vor allem durch seinen „Aufruf an die christliche Welt“ vom 31. Oktober 1841, aus dem die Gründung der Gustav-Adolf-Stiftung resultierte, sowie durch seine Tätigkeit und seinen Einfluss als Schriftleiter kirchlicher und theologischer Zeitschriften:
- die Fortsetzung der von seinem Bruder 1822 begonnenen Allgemeinen Kirchenzeitung und der Allgemeinen Schul-Zeitung
- die Herausgeberschaft der homiletischen Zeitschrift Die Sonntagsfeier. Wöchentliche Blätter für Kanzelberedsamkeit und Erbauung (1834–1871)
- die Begründung eines Theologischen Literaturblatts (1841 ff.)
- den mit Christian Gottlob Großmann seit 1843 herausgegebenen Boten des Gustav-Adolf-Vereins

Von 1847 bis 1849 und von 1851 bis 1872 war er gemäß der Verfassung des Großherzogtums Hessen als Prälat Mitglied der ersten Kammer der Landstände des Großherzogtums Hessen. 1848 war er Mitglied des Vorparlaments.
Seit 1872 pensioniert, starb er am 12. Juni 1877 in Darmstadt.

## Mitgliedschaften
Karl Zimmermann war Mitglied der Deutschen Morgenländischen Gesellschaft.

## Ehrungen
Karl Zimmermann wurde 1837 durch die Universität Gießen zum Dr. theol. h. c. ernannt.

## Schriften
- Rede am Grabe des Herrn Hofbuchhändlers Carl Wilhelm Leske am 16. November 1837. Darmstedt 1837.
- Die christliche Toleranz. 5 Predigten. Leipzig, 1842 (und weitere Auflagen).
- Vorlesung über den evangelischen Verein der Gustav-Adolf-Stiftung zum Besten der armen Spinner und Weber zu Schlitz und in Schlesien am 2. Mai 1844 gehalten. Leske, Darmstadt 1844.
- Luthers Leben. Leske, Darmstadt 1849, 2. Aufl. 1855.
- Der Gustav-Adolf-Verein. Ein Wort von ihm und für ihn. Bekker, Darmstadt 1854.
  - 7., vermehrte Aufl. unter dem Titel: Der Gustav-Adolf-Verein. Ein Wort von ihm und für ihn. Jubiläums-Ausgabe. Eduard Zernin, Darmstadt und Leipzig 1867.
  - Der Gustav-Adolf-Verein nach seiner Geschichte, seiner Verfassung und seinen Werken. Aus dem Nachlasse des Verstorbenen herausgegeben von seinem Sohne Wilhelm Zimmermann. Mit einem Geleitworte von Fricke in Leipzig. Eduard Zernin, Darmstadt und Leipzig 1878.
- Tabea oder die Frauenvereine der Gustav-Adolf-Stiftung. Eduard Zernin, Darmstadt und Leipzig 1864.
- Beiträge zur vergleichenden Homiletik. Predigten an Gustav-Adolfs-Festen. Eduard Zernin, Darmstadt und Leipzig 1866.
- Die Evangelische Diaspora und die Wirksamkeit der evangelischen Kirche für dieselbe. Ein Beitrag zur Geschichte der evangelischen Kirche. Selbstverlag, Darmstadt
  - Bd. 1: Die Evangelische Diaspora in den österreichischen Staaten, 1868.
  - Bd. 2: Die Evangelische Diaspora in den preußischen Staaten, 1868.
  - Bd. 3: Die Evangelische Diaspora in den deutschen Staaten außer Österreich und Preußen, und in den übrigen Ländern Europas und der andern Welttheile, 1869.
- als Herausgeber: Die Bauten des Gustav-Adolf-Vereins in Bild und Geschichte, ein Beitrag zur Geschichte der evangelischen Brüder in der Zerstreuung. 2 Bände, Eduard Zernin, Darmstadt und Leipzig, 1860 und 1876.

Außerdem veröffentlichte er mehrere Predigtzyklen.